# Francisco de Borja San Román
Francisco de Borja de San Román y Fernández (Ávila, 1887-Madrid, 1942) fue un académico, archivero, bibliotecario, historiador del arte, político y profesor español.

## Biografía
Nació el 12 de enero de 1887 en Ávila  y era hijo de Teodoro de San Román y Maldonado. Tras el fin de la guerra civil, que habría pasado mayormente en zona republicana, ingresó como concejal en el Ayuntamiento de Toledo. San Román, que como historiador estudió la figura de El Greco, falleció el 15 de junio de 1942 durante una estancia en Madrid.